# Dael Fry
Dael Jonathan Fry (Middlesbrough, 30 agosto 1997) è un calciatore inglese, difensore del Middlesbrough e della Nazionale Under-21 inglese.

## Carriera

### Club
Cresciuto nel settore giovanile del Middlesbrough, ha firmato il primo contratto professionistico il 14 ottobre 2014. Esordisce con la prima squadra del Boro il 9 agosto 2015, nella partita di Championship pareggiata per 0-0 contro il Preston. Il 14 settembre rinnova fino al 2020. Il 31 agosto 2016 adegua il precedente contratto, estendendolo per un'altra stagione, e viene ceduto a titolo temporaneo al Rotherham United. Il 4 gennaio 2017, dato lo scarso impiego, il prestito viene interrotto.

### Nazionale
Ha fatto parte di tutte le nazionali giovanili inglesi, vincendo l'Europeo Under-17 del 2014 e il Mondiale Under-20 del 2017.

## Statistiche

### Presenze e reti nei club
Statistiche aggiornate al 17 marzo 2018.
| Stagione             | Squadra              | Campionato           | Campionato | Campionato | Coppe nazionali | Coppe nazionali | Coppe nazionali | Coppe continentali | Coppe continentali | Coppe continentali | Altre coppe | Altre coppe | Altre coppe | Totale | Totale | Totale |
| Stagione             | Squadra              | Comp                 | Pres       | Reti       | Comp            | Pres            | Reti            | Comp               | Pres               | Reti               | Comp        | Pres        | Reti        | Pres   | Reti   |        |
| -------------------- | -------------------- | -------------------- | ---------- | ---------- | --------------- | --------------- | --------------- | ------------------ | ------------------ | ------------------ | ----------- | ----------- | ----------- | ------ | ------ | ------ |
| 2015-2016            | Middlesbrough        | FLC                  | 7          | 0          | FACup+CdL       | 0+1             | 0               | -                  | -                  | -                  | -           | -           | -           | 8      | 0      |        |
| ago. 2016-gen. 2017  | Rotherham United     | FLC                  | 10         | 0          | FACup+CdL       | -               | -               | -                  | -                  | -                  | -           | -           | -           | 10     | 0      |        |
| gen.-giu. 2017       | Middlesbrough        | PL                   | 0          | 0          | FACup+CdL       | 2+0             | -               | -                  | -                  | -                  | -           | -           | -           | 2      | 0      |        |
| 2017-2018            | Middlesbrough        | FLC                  | 12         | 0          | FACup+CdL       | 1+3             | 0               | -                  | -                  | -                  | -           | -           | -           | 16     | 0      |        |
| Totale Middlesbrough | Totale Middlesbrough | Totale Middlesbrough | 19         | 0          |                 | 7               | 0               |                    | -                  | -                  |             | -           | -           | 26     | 0      |        |
| Totale carriera      | Totale carriera      | Totale carriera      | 29         | 0          |                 | 7               | 0               |                    | -                  | -                  |             | -           | -           | 36     | 0      |        |

## Palmarès

### Nazionale

#### Competizioni giovanili
- Campionato d'Europa Under-17: 1

Malta 2014
- Campionato mondiale Under-20: 1

Corea del Sud 2017